# Anaclileia
Anaclileia is een muggengeslacht uit de familie van de paddenstoelmuggen (Mycetophilidae).

## Soorten
- A. beshovskii Bechev, 1990
- A. dispar (Winnertz, 1863)
- A. dziedzickii (Landrock, 1911)
- A. vockerothi Bechev, 1990